# 倉持三郎
倉持 三郎（くらもち さぶろう、1932年6月10日- ）は、日本の英文学者、詩人、東京学芸大学名誉教授。

## 人物・来歴
愛知県生まれ。東京教育大学文学部英文学科卒業。同大学院博士課程中退。ロンドン大学バークベック・カレッジ大学院留学。1960年香川大学助手、62年専修大学講師、共立女子大学助教授、東京学芸大学助教授、教授、95年定年退官、名誉教授。東京家政大学教授。2003年退職。04年「D・H・ロレンスの作品と時代背景」で筑波大学文学博士。94-96年日本D・H・ロレンス協会会長。妻の倉持晴美も英文学者、共立女子大学名誉教授。

## 著書
- 『D.H.ロレンス 小説の研究』（荒竹出版） 1976
- 『D・H・ロレンス』（著訳、英潮社出版、講座・イギリス文学作品論） 1977
- 『離陸 倉持三郎詩集』（国文社） 1977
- 『ロレンス 愛の予言者』（冬樹社、英米文学作家論叢書） 1978
- 『D.H.ロレンス』（清水書院、Century books、人と思想） 1987
- 『イギリスの詩・日本の詩』（土曜美術社出版販売、詩論・エッセー文庫） 1997
- 『木 詩集』（国文社） 1997
- 『トマス=ハーディ』（清水書院、Century books、人と思想） 1999
- 『日本人の西洋受容・序説 日英比較文学の視点から』（光陽社出版） 2000
- 『イギリス人の歴史』（光陽社出版） 2001
- 『イギリス人の言葉と知恵』（光陽社出版） 2002
- 『考えるジャガイモ 詩集』（日本未来派叢書） 2003
- 『D.H.ロレンスの作品と時代背景』（彩流社） 2005
- 『『チャタレー夫人の恋人』裁判 日米英の比較』（彩流社） 2007
- 『The Flies and Other Poems』（光陽社出版） 2010
- 『D.H.ロレンスの大学ノート 内容と解説』（光陽社出版） 2015
- 『アジサイのかげに かながき し』（くらもちさぶろう名義、日本未来派） 2015.11

### 共編著
- 『D・H・ロレンスと新理論』（荒木正純,立石弘道共編、国書刊行会） 1999
- 『イギリス小説の魅力』（倉持晴美共著、光陽社出版） 2000

## 翻訳
- 『D.H.ロレンス詩集 第5巻 三色すみれ・いらくさ』（福田陸太郎共訳、国文社） 1969
- 『批評の方法 5  伝記的方法・民俗学的方法』（スタンレー・ハイマン、唐沢恪共訳、大修館書店） 1974
- 『D.H.ロレンス紀行・評論選集 3 トマス・ハーディ研究 王冠』（南雲堂） 1987
- 『余った女たち』（ジョージ・ギッシング、倉持晴美共訳、ニューカレントインターナショナル） 1988
- 『ネザー・ワールド』（ジョージ・ギッシング、倉持晴美共訳、彩流社） 1992
- 『無階級の人々』（ジョージ・ギッシング、倉持晴美共訳、光陽社出版） 1998

## 論文
- <倉持三郎